# Vittore Carpaccio
Vittore Carpaccio, italijanski, beneški renesančni slikar, * ok. 1465, Benetke, † 1525 ali 1526, Benetke ali Koper.
Carpaccio je bil uveljavljen slikar beneške šole, učenec Gentila Bellinija. Razvil se je kot imeniten risar v slikarja s premišljenimi kompozicijami, uravnoteženimi barvami z značilnimi kombinacijami rdeče in beleter kot mojster detajlov, od cvetlic do živali. Najbolj je poznan po ciklusu devetih slik z naslovom Legenda svete Uršule. Njegov slog je bil nekoliko konzervativen, saj ni slikal vseh sproščenih humanističnih trendov, ki so v času njegovega življenja preobrazili italijansko renesančno slikarstvo. Nanj sta vplivala slog Antonella da Messine, ferrarska šola in delno zgodnja nizozemska renesančna umetnost.  Večino njegovih najboljših del hranijo v Benetkah. V primerjavi z nekaterimi beneškimi sodobniki, npr. Giovannijem Bellinijem (Giambellinom) ali izjemnim ter skrivnostnim Giorgionejem, je nekoliko prezrt. Več slik je izdelal za slovensko Istro. Nekaterih, zaščitenih pred drugo svetovno vojno, Italijani do danes niso vrnili na matične oltarje v cerkvah po Sloveniji (npr. za Piran). Na povabilo Koprske škofije, da naslika oltarno palo je prišel v Koper, kjer je preživel zadnje desetletje svojega življenja. V Kopru sta dokazano živela njegov sin Benedetto Carpaccio in neznani vnuk. Poleg oltarne slike Marija z otrokom in svetniki za Koprsko stolnico je v Kopru naslikal še orgelski krili Predstavitev Jezusa v templju, Pokol nedolžnih otrok, upodobitvi Preroka Zaharija in Preroka Jeremija ter Jezusovo ime med sv. Janezom Krstnikom in sv. Pavlom. Dolgo deponirana krila orgelskih kril so bila razstavljena na slikarjevi retrospektivi v Doževi palači pomladi in poleti 2023. Za razstavo smo iz Slovenije posodili nekaj ključnih slikarjevih del.

## Poimenovanja
Po Carpacciu se imenujeta jed carpaccio in Carpacciov trg v Kopru. Rojstni priimek: Scarpazza.